# Gré Brouwenstijn

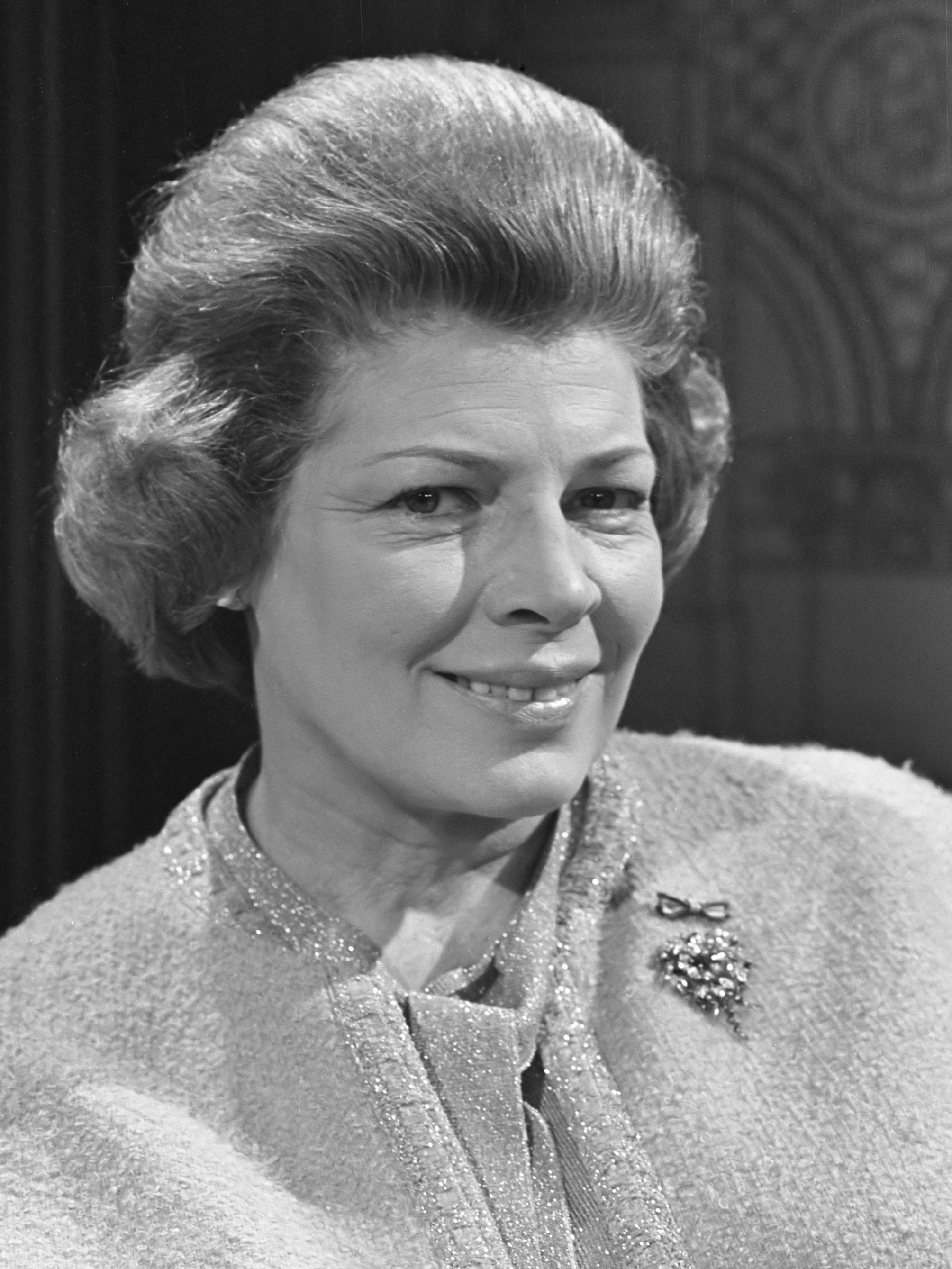
Gré Brouwenstijn, 1968

Gré Brouwenstijn, geboren als Gerda Demphina (26. August 1915 in Den Helder – 14. Dezember 1999 in Amsterdam) war eine niederländische Sopranistin, die in den Nachkriegsjahren eine internationale Karriere aufbauen konnte.

## Leben
Gré Brouwenstijn studierte am Amsterdamer Muzieklyceum. Zu ihren Lehrern zählten Jaap Stroomenbergh, Boris Pelsky und Ruth Horna. Sie debütierte 1940 als eine der drei Damen in Mozarts Die Zauberflöte in Amsterdam. In den Jahren des Zweiten Weltkriegs war sie hauptsächlich als Konzertsängerin tätig. 1946 wurde sie an die Niederländische Oper in Amsterdam engagiert. Ihre erste Rolle dort war die Giulietta in Les contes d’Hoffmann, ihre ersten großen Erfolge errang sie 1946 in der Titelpartie von Puccinis Tosca und 1949 als Leonore in Beethovens Fidelio. Viele Jahre lang stand sie im Mittelpunkt des alljährlichen Holland Festivals, erstmals 1949 als Leonore in Verdis Il trovatore und 1950 als Rezia in Webers Oberon, in den Folgejahren auch als Donna Anna und Contessa d’Almaviva in den Mozart-Opern Don Giovanni und Le nozze di Figaro, als Amelia in Verdis Un ballo in maschera, in der Titelpartie von Glucks Iphigénie en Tauride, als Desdemona in Otello und als Leonore in La forza del destino von Verdi sowie als Senta im Fliegenden Holländer.
Bei den Bayreuther Festspielen des Jahres 1954 debütierte sie mit großem Erfolg als Elisabeth in der Tannhäuser-Neuinszenierung von Wieland Wagner. Schnell wurde sie zum jugendlichen Star des Festivals, wurde 1955 auch als Sieglinde und Gutrune im Ring des Nibelungen besetzt, 1956 auch als Eva in den Meistersingern von Nürnberg und als Freia im Rheingold. Doch dann kam es zum Bruch mit der Familie Wagner, weil sie 1957 nicht auf ihre Verpflichtung beim Holland Festival verzichten wollte und Bayreuth absagte.
An der Wiener Staatsoper gastierte sie von April 1956 bis Oktober 1960. Sie debütierte dort als Leonore in Beethovens Fidelio und wurde begeistert aufgenommen, übernahm dort auch die Senta und die Sieglinde. In der Neuinszenierung des Ring des Nibelungen, inszeniert und dirigiert von Herbert von Karajan, war sie als Freia und als Gutrune besetzt. Karajan holte sie auch 1963 als Elisabeth für seine Tannhäuser-Neuinszenierung nach Wien. Man konnte sie an der Wiener Staatsoper aber auch im italienischen Repertoire sehen und hören – als Amelia und Desdemona sowie in den Titelpartien von Aida und Tosca. 1958 debütierte sie am Teatro Colón von Buenos Aires (als Beethoven-Leonore), 1959 sang sie die Titelpartie von Leoš Janáčeks Jenůfa an der Lyric Opera of Chicago, 1960 übernahm sie an der Pariser Oper die Elisabetta in Verdis Don Carlos. 1965 kehrte sie – als Einspringerin für Leonie Rysanek – für zwei Tannhäuser-Vorstellungen nach Bayreuth zurück.
Die Leonore in Beethovens einziger Oper Fidelio wurde im Laufe ihrer Karriere zu ihrer besonderen Glanzrolle. Sie verkörperte die Leonore auch in Wieland Wagners stilbildender Inszenierung in Stuttgart und an der Pariser Oper, weiters beim Holland Festival, in Berlin, London und während drei Saisonen beim Glyndebourne Festival, dort inszeniert von Günther Rennert und dirigiert von Vittorio Gui. Mit ebendieser Rolle beendete die Künstlerin auch 1971 an der Amsterdamer Oper ihre Karriere.
Im selben Jahr erschien ihre Autobiographie, Gré Brouwenstijn mit und ohne Make-up. Die Website Isoldes Liebestod charakterisierte ihre Leistung wie folgt: „Ausdrucksstarke, tief musikalische Sopranstimme, die sowohl im französischen und italienischen als namentlich im Wagner-Repertoire Vortreffliches leistete.“ Gré Brouwenstijn war zweimal verheiratet, von 1948 bis 1952 mit dem holländischen Tenor Jan van Mantgem, ab 1954 bis zu ihrem Tod mit dem früheren Tennisspieler Hans van Swol.

## Aufnahmen (Auswahl)
- Die Walküre (1955): Orchester der Bayreuther Festspiele, Dirigent: Joseph Keilberth, Solisten: Hans Hotter, Astrid Varnay, Ramón Vinay, Georgine von Milinkovic, Josef Greindl u. a. – als Sieglinde
- Tannhäuser (1955): Chor und Orchester der Bayreuther Festspiele, Dirigent: André Cluytens, Solisten: Wolfgang Windgassen, Herta Wilfert, Dietrich Fischer-Dieskau, Josef Greindl, Josef Traxel u. a. (Live-Aufnahme der Bayreuther Festspiele) – als Elisabeth
- Das Rheingold (1956):  Orchester der Bayreuther Festspiele, Dirigent: Hans Knappertsbusch, Solisten: Hans Hotter, Gustav Neidlinger, Ludwig Suthaus, Jean Madeira, Georgine von Milinkovic – als Freia
- Die Walküre (1961): London Symphony Orchestra, Dirigent: Erich Leinsdorf, Solisten: George London, Birgit Nilsson, Jon Vickers, Rita Gorr, David Ward (Decca) – als Sieglinde